# Acronychia suberosa
Acronychia suberosa  là một loài thực vật có hoa trong họ Cửu lý hương. Loài này được C.T.White mô tả khoa học đầu tiên năm 1931 publ. 1932.

## Hình ảnh

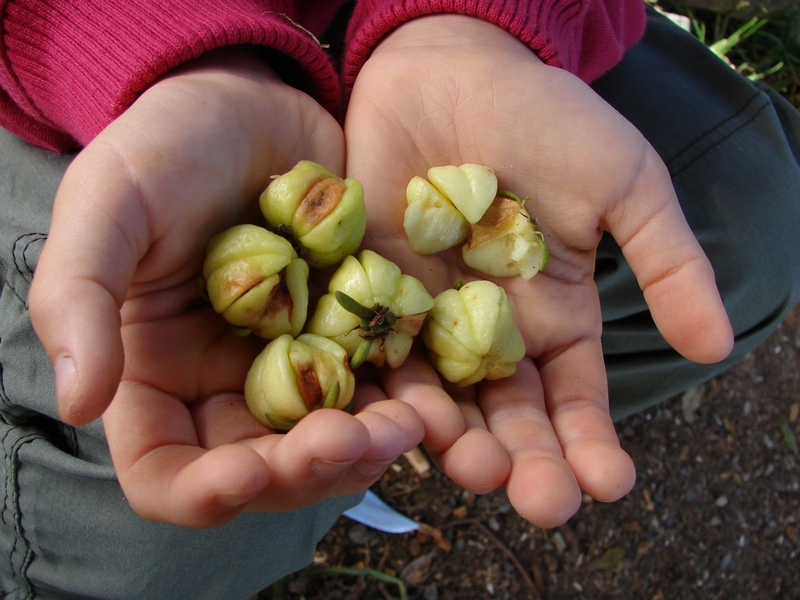